# Kenneth G. Wilson
Kenneth Geddes Wilson (ngày 8 tháng 6 năm 1936 - ngày 15 tháng 6 năm 2013) là một nhà vật lí lý thuyết người Mỹ và là người tiên phong trong việc thúc đẩy máy tính để nghiên cứu vật lý hạt. Ông đã được trao Giải Nobel Vật lý năm 1982 cho công trình của ông về sự chuyển tiếp pha - chiếu sáng tinh chất tinh tế của các hiện tượng như tan băng và từ tính mới nổi. Nó đã được thể hiện trong công việc cơ bản của ông về nhóm renormalization.
Các công trình của ông về vật lý liên quan đến việc xây dựng một lý thuyết toàn diện về việc nhân rộng: các tính chất cơ bản và các lực lượng của một hệ thống khác nhau như thế nào so với quy mô mà chúng được đo. Ông đã đưa ra một chiến lược "chia-và-chinh phục" phổ quát để tính toán sự thay đổi giai đoạn xảy ra, bằng cách xem xét từng thang điểm một cách riêng biệt và sau đó trừu tượng hóa sự kết nối giữa các tiếp giáp, trong một đánh giá mới của lý thuyết nhóm đảo lại. Điều này đã cung cấp những hiểu biết sâu sắc về lĩnh vực các hiện tượng quan trọng và sự chuyển đổi giai đoạn trong vật lý thống kê cho phép tính toán chính xác. Một ví dụ về một vấn đề quan trọng trong vật lý thể rắn mà anh ta giải quyết bằng cách sử dụng sự tái chuẩn hóa là định lượng về hiệu ứng Kondo.